# Phaloe vespertilio
Phaloe vespertilio är en fjärilsart som beskrevs av Paul Dognin 1911. Phaloe vespertilio ingår i släktet Phaloe och familjen björnspinnare. Inga underarter finns listade i Catalogue of Life.